# Alchemilla perrieri
Alchemilla perrieri är en rosväxtart som beskrevs av De Wild.. Alchemilla perrieri ingår i släktet daggkåpor, och familjen rosväxter. Inga underarter finns listade i Catalogue of Life.